# Stemmacantha uniflora
Stemmacantha uniflora là một loài thực vật có hoa trong họ Cúc. Loài này được (L.) Dittrich miêu tả khoa học đầu tiên năm 1984.